# Шкољке Нојевог ковчега
Шкољке Нојевог ковчега (Arcidae) су породица шкољки.

## Карактеристике
Ове шкољке стварају снопове влакана, познате под називом бисус, којима се причвршћују за подлогу и то задњом страном, окренуте нагоре. Бисус је при томе у облику компактне, секиричасте масе. Капци љуштуре, као и саме животиње, могу бити велики или мали, споља избраздани радијалним ребрима и превучени дебелим баршунастим периостракумом. Брава је права, а зубићи многобројни и међусобно једнаки. Тело им је иначе дугуљасто или троугластог облика. За ове шкољке је најинтересантније присуство хемоглобина, што није типично за шкољке, који је напросто растворен у крви и ткивима, бојећи мишиће црвено.

## Родови
Ова породица има следеће родове: